# Auguste-Viktoria-Schule (Flensburg)
Die Auguste-Viktoria-Schule (abgekürzt: AVS) ist ein neusprachliches Gymnasium in Flensburg. Sie wurde nach der letzten deutschen Kaiserin Auguste Viktoria benannt.

## Geschichte
Die Schule wurde 1886 als „Höhere, vornehmere Mädchenschule“ gegründet. 1910 bis 1912 erfolgte im Südergraben der Bau des heutigen Schulhauses. Ein Gebäude mit einem hohen Portal und weiten Fluren. Architekt des Gebäudes war Paul Ziegler, der es im Stil der Heimatschutzarchitektur gestaltete. Im Jahr 1912 bis 1913 entstand zudem nach seinen Plänen das im Hof gelegene Schulgebäude zur Straße Kanonenberg hin, die ehemalige Hebbelschule, die heute als Haus B der Auguste-Viktoria-Schule dient.
1965 wurde die Koedukation eingeführt, seitdem werden Jungen und Mädchen gemeinsam unterrichtet. 1970 wurden die Gebäude der ehemaligen Hebbelschule in die Auguste-Viktoria-Schule einbezogen. Seit 1991 gibt es zweisprachigen Unterricht.

## Fremdsprachenkonzept
Im Fremdsprachenunterricht stehen den Schülern fünf Fächer zur Auswahl: Englisch, Französisch, Spanisch, Latein und Dänisch. Zudem werden ab der 7. Klasse im Rahmen von bilingualem Unterricht einzelne Fächer auf Englisch angeboten (derzeit Musik, Physik und Erdkunde, letzteres bis zum Abitur).

## Sonstiges
- Als größtes Gymnasium in Flensburg verfügt die AVS pro Jahrgang über 4 bis 6 Schulklassen.

- Im Rahmen der Teilnahme am Comenius-Projekt der EU findet die Baltic Sea Conference, ein Zusammentreffen und Bearbeitung mit sieben Partnerschulen aus Dänemark, Estland, Finnland, Litauen, Norwegen, Polen und Schweden von Problemen und Entwicklung im Ostseeraum statt.
- Die „Grüne Insel“ auf dem Schulhof wird durch Schüler gepflegt.
- In der 2011 im Nebengebäude eingerichteten Mensa kann auch in den Pausen Verpflegung gekauft werden.

## Preise und Auszeichnungen
Die Schule erhielt mehrere Auszeichnungen, darunter:
- 1998 European Health Education Award in Lyon,
- 2002 IHK-Schulpreis der IHK  Flensburg, Schule und Wirtschaft in der Region
- 2003 Baltic Sea Preis der Dr. Werner Petersen Stiftung, Kiel
- 2004 Innovationspreis für Jugend, Förderverein Flensburg, Regionalmarketing
- 2005 Innovationspreis der Stadt Flensburg
- 2006 Preis Zukunftsschule Schleswig-Holstein „heute etwas für Morgen bewegen“
- 2016 Modellschule für digitale Medien in Schleswig-Holstein[5]

## Persönlichkeiten (Auswahl)
Folgende Persönlichkeiten waren Lehrer bzw. Schüler an der Auguste-Viktoria-Schule:

### Lehrer
- Ida Marquardsen (1868–1941), Komponistin des 1909 geschriebenen Flensburg-Liedes[6][7]
- Hans-Werner Clasen (* 1929), Komponist
- Wilfried Tetens (* 1940), Sportfunktionär
- Jörn-Peter Leppien (1943–2020), Historiker
- Wolfgang Hammer (* 1946), Schriftsteller

### Schüler
- Käte Lassen (1880–1956), Malerin
- Helene Sonnemann (* 1911), Ärztin am Kinderkrankenhaus für Euthanasie, Abitur 1930[8]
- Margarete Nielsen (1917–2012), verh. Margarete Mitscherlich-Nielsen, Psychoanalytikerin, Ärztin und Autorin
- Ingrid Gross (1924–2004), Kommunalpolitikerin und von 1978 bis 1986 Stadtpräsidentin der Stadt Flensburg (Abitur 1942)
- Frank-Peter Hansen (* 1956), Autor
- Dirk Meier (* 1959), Prähistoriker
- Frank Meier (* 1959), Historiker
- Christian Theede (* 1972), Filmregisseur
- DJ Stachy (* 1972), Musikproduzent
- Özlem Topçu (* 1977), Journalistin
- Marni Schwonberg, Sopranistin
- Agnes Thurid Gers, deutsche Leichtathletin